# Družba (Oblast' di Sumy)
Družba (in ucraino Дружба?) è una città dell'Ucraina (4504 abitanti) situata nel distretto di Šostka, nell'oblast' di Sumy. Ospita l'amministrazione della comunità territoriale di Družba, una delle comunità territoriali dell'Ucraina.
Fino al 18 luglio 2020 Družba è stata il centro amministrativo del distretto di Družba, abolito come parte della riforma amministrativa dell'Ucraina. L'area del distretto di Družba è stata trasferita al distretto di Šostka